# Sarkar
Sarkar è un film del 2005 diretto da Ram Gopal Varma.